# Riserva naturale Monte Penna
La riserva naturale Monte Penna è un'area naturale protetta della regione Toscana istituita nel 1996.

## Territorio
Occupa una superficie di 1.050 ha comprendente un massiccio montuoso di natura prevalentemente calcarea, sul versante sud-orientale del Monte Amiata, nei pressi di Castell'Azzara. Le cime più alte sono rappresentate dal Monte Civitella (1.107), dal Poggio della Vecchia o Monte Penna (1.086 m) e Monte Nebbiaio (1.086 m).
L'area è caratterizzata dall'affioramento di formazioni della facies ligure e da evidenti fenomeni carsici (doline, depressioni a trincea e alcune grotte) che interessano il Monte Civitella e il Poggio della Vecchia vicino al quale si trova una dolina con un inghiottitoio attivo.
All'interno della riserva si trova anche un biotopo di bosco d'acero, detto Fonte Penna, tutelato dalla Società Botanica Italiana.

## SIR
Il Monte Penna è anche protetto come sito di interesse comunitario nel pSIC "Monte Penna, Bosco della Fonte e M.te Civitella", e come sito di interesse regionale, quest'ultimo in parte compreso nella Riserva naturale. 
Quest'ultima tutela speciale è dovute all'emergenza di zone carsiche di interesse naturalistico, con sistemi ipogei caratterizzati da popolazioni di varie specie di Chirotteri.
I principali elementi di criticità interni al sito di interesse regionale sono: 
- Numerose praterie sono d'estensione limitata e in fase di abbandono, quindi minacciate di degradazione e scomparsa (ad esempio, la prateria di vetta del M.te Civitella).
- Le attività di pascolo non sono pianificate, si hanno quindi estese aree abbandonate o sottoutilizzate e locali situazioni di sovrapascolamento.
- Aree estrattive.
- Estesi rimboschimenti di conifere.
- Turismo, in particolare escursionistico, in aumento.

I principali elementi di criticità esterni al sito sono:
- Diffusa riduzione delle praterie secondarie pascolate.

I principali obiettivi di conservazione da adottare: 
1. Conservazione e, in alcune aree, recupero delle praterie secondarie e loro gestione razionale, per la tutela di habitat, flora e avifauna (EE).
2. Conservazione e miglioramento della caratterizzazione ecologica dei boschi di latifoglie (E).
3. Tutela delle cospicue colonie di Chirotteri (E).
4. Rinaturalizzazione e progressiva sostituzione degli impianti di conifere (M).
5. Mantenimento dei paesaggi carsici (B).

Indicazioni per le misure di conservazione: 
- Analisi di dettaglio del grado di utilizzazione dei pascoli, verifica delle tendenze in atto rispetto agli obiettivi di conservazione, adozione di opportune misure contrattuali per il raggiungimento delle modalità ottimali di gestione (EE).
- Verifica e adeguamento dei piani di gestione forestale agli obiettivi di conservazione del sito, in modo da garantire la tutela e l'incremento del valore ecologico delle formazioni di latifoglie, favorendo in particolare la conservazione e l'ampliamento delle fasi mature e senescenti (E).
- Tutela delle colonie di Chirotteri, mediante il censimento dei siti occupati e la loro adeguata protezione, anche attraverso la regolamentazione delle attività speleologiche (E).
- Interventi di gestione forestale finalizzati alla rinaturalizzazione e progressiva sostituzione dei boschi di conifere (B).

### Geomorfologia
La tipologia ambientale prevalente nel SIR è data da rilievi in gran parte di natura calcarea, con prevalenza di boschi di latifoglie e rimboschimenti di conifere. 
Altre tipologie ambientali rilevanti sono le doline e cavità carsiche, i corsi d'acqua montani, gli affioramenti rocciosi.

## Fauna
Tra i mammiferi presenti nella riserva si segnalano la volpe, l'istrice, il cinghiale, il capriolo, la donnola, la puzzola, la faina, la martora, il gatto selvatico ed interessanti chirotteri come Rhinolophus euryale e Myotis myotis.
L'avifauna annovera moltissime specie come l'albanella reale, l'astore, lo sparviero, la poiana, il gheppio, il barbagianni, l'allocco, l'assiolo, la civetta, il fagiano, il succiacapre, il picchio verde, il picchio cenerino, la cappellaccia e l'allodola.
Nel SIR è da segnalare la presenza di specie ornitiche rare e minacciate legate alle praterie pascolate ed alle zone rupestri, e varie specie di rapaci nidificanti negli ambienti boschivi. Tra esse sono presenti il biancone e l'ortolano, segnalato in passato come nidificante, non più rilevato in tempi recenti e probabilmente estinto come tale.

## Flora
L'area è quasi totalmente boscata ad eccezione di alcuni coltivi e pascoli nella parte meridionale.
Di particolare valore naturalistico è il Bosco della Fonte, sul Poggio della Vecchia, costituito da formazioni miste di Acer campestre, Acer trilobatum, Acer pseudoplatanus e Acer obtusatum segnalato come biotopo di interesse vegetazionale dalla Società Botanica Italiana.
Altri tipi vegetazionali sono le faggete con Acer obtusatum, Quercus cerris, Fraxinus excelsior e Castanea sativa; le foreste di caducifoglie, a prevalenza di Quercus cerris con aceri, frassini, tigli, carpini e faggi associati; i castagneti; le praterie a Bromus erectus, Brachypodium rupestre e Dactylis glomerata con Sedum spp. e Saxifraga spp.; gli arbusteti; i soprassuoli a conifere a prevalenza di Pinus nigra con piccoli gruppi di Abies alba e Abies cephalonica, Picea excelsa, Pinus sylvestris e Pinus wallichiana.
Fra le specie rare, almeno localmente, figurano Anchusa cretica, Anemone apennina, Lilium bulbiferum, Lilium martagon, Kernera saxatilis, Leucojum vernum, Scilla bifolia, Gagea lutea, Digitalis ferruginea, Fraxinus oxycarpa, Tilia cordata e Ilex aquifolium.

Vicino all'abitato di Selvena sono presenti delle piante di castagno di eccezionali dimensioni.
Una significativa porzione del sito di interesse regionale è occupata da praterie secondarie, in regressione per fenomeni di abbandono e conseguente colonizzazione arbustiva. In particolare l'area SIR è caratterizzata da elevata diversità ambientale: negli impluvi e nelle doline ospita foreste mesofite a Fraxinus excelsior, Fagus selvatica, Acer sp.pl. Quercus cerris; sono presenti anche praterie liofile, ricche di specie di interesse fitogeografico.

## Punti di interesse
Di notevole interesse storico e artistico risultano i resti della Rocca Silvana, un antico possedimento dell'Abbazia di San Salvatore al Monte Amiata, costruita nel corso del IX secolo. Nella parte bassa della rocca si estendeva il borgo, di cui rimangono le strutture murarie dei vari edifici, mentre nell'area sommitale si trova il palazzo signorile, a pianta quadrangolare, disposto su due livelli, presso il quale vi sono i resti di una cisterna per la raccolta e la distribuzione dell'acqua.

Il complesso è costituito anche da 2 torri, di cui una situata di fianco all'antico cassero, presso il quale si trovava un'altra cisterna.